# Драматичен театър Ловеч
Драматичен театър Ловеч е единственият театър в град Ловеч. Тук от няколко десетилетия се играят професионално театрални пиеси.

## История
Драматичният театър е открит на 1 август 1965 г. Спектаклите му са познати на всички любители на театралното изкуство от Ловешка област. Гастролите в страната са посрещани с интерес не само от публиката, но и от взискателната театрална критика на национални прегледи и празници.
Работи с утвърдени имена в режисурата – Юлия Огнянова, Вили Цанков, Иван Добчев, Николай Поляков, Бина Харалампиева, Иван Станев, Бойко Богданов. Ловешкият театър е начало на творческия път на актьорите Иван Петрушинов, Жорета Николова, Христо Гърбов. Носител е на национални награди, сред които наградата „Константин Кисимов“ за 1994 г. Салонът е с 460 места.
Театърът се финансира смесено от Министерство на културата, Община Ловеч и собствени приходи.